# Lebes nupcial

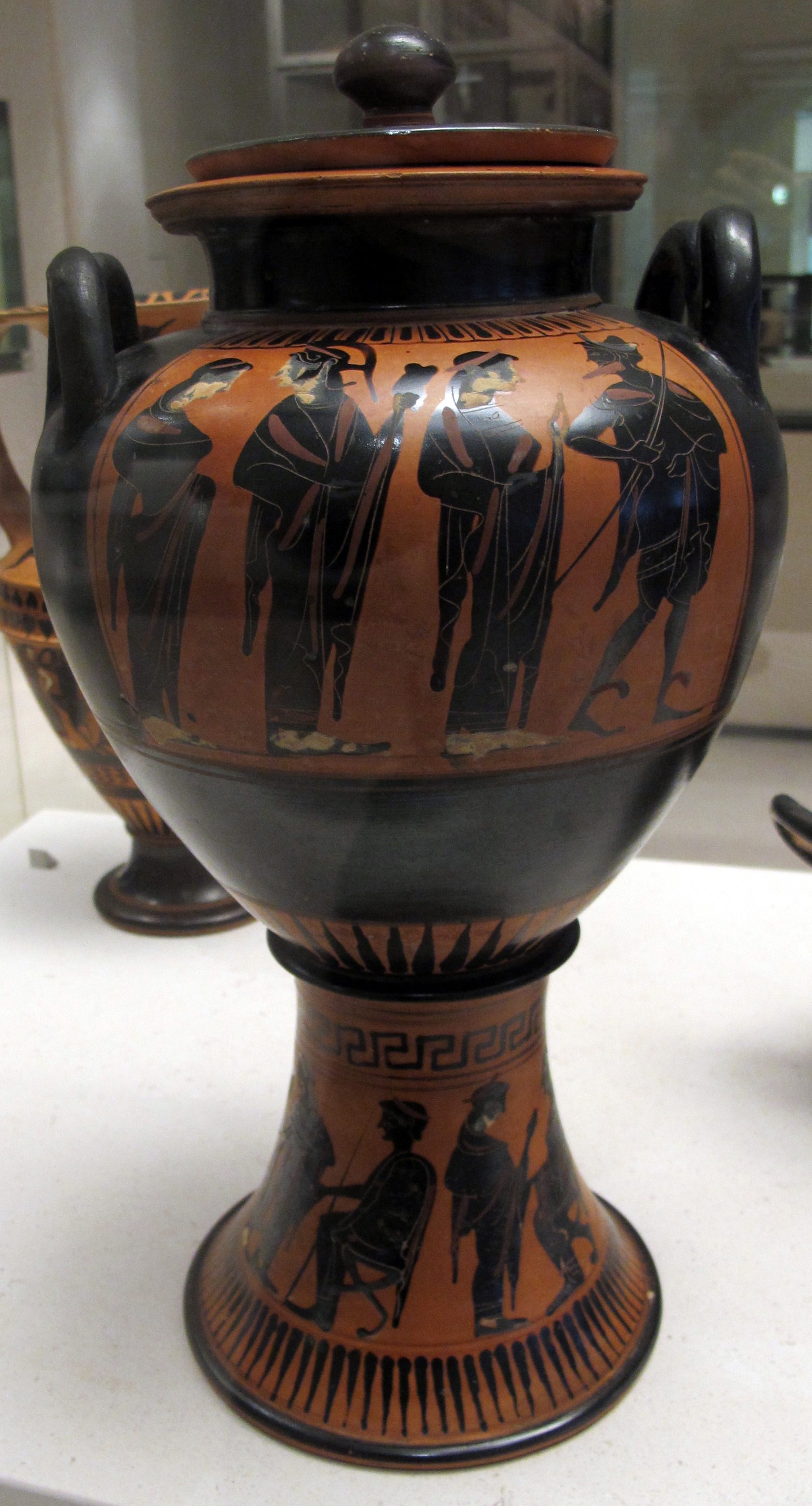
Lebes nupcial ático de figuras negras, com cena do julgamento de Páris e cena matrimonial, 520-

O lebes nupcial, ou lebes gamikos (plural - lebetes gamikoi) é uma forma de vaso grego utilizado em cerimônias matrimoniais (literalmente, significa 'o vaso do casamento'). Era provavelmente utilizado no ritual de aspersão da noiva antes do casamento. É um grande vaso de corpo arredondado que é apoiado em um suporte que pode ser alto ou baixo. O vaso e o suporte são decorados com cenas pintadas.

## Iconografia
Um dos lebes nupciais mais antigos foi pintado provavelmente por um seguidor de Sófilo (c. 580 - 570 a.C.). J.D. Beazley acreditava que o vaso não havia sido pintado por um dos discípulos de Sófilo, mas sim pelo próprio.
O lebes nupcial mostrava a típica procissão de casamento, acompanhada pela tradição única das carruagens trazendo Helena e Menelau, bem como os irmãos da noiva. Um lebes nupcial típico mostra cenas de casamento (incluindo casamentos míticos como o de Peleu e Tétis), mas a iconografia também pode estar relacionada a cenas tais como as pantomimas.